# 沃夫剛·魁格
沃夫剛·魁格（德語：Wolfgang Krege，1939年2月1日—2005年4月13日）是德國翻譯家、作家、出版編輯，翻譯了大約一百本各類書籍。其譯作包括《精靈寶鑽》、《哈比人》和《魔戒》等J·R·R·托爾金的作品，以及汉弗莱·卡彭特的《J·R·R·托爾金傳》和湯姆·希比的《J·R·R·托爾金：世紀作家》等托爾金相關傳記。

## 生平
沃夫剛·魁格在柏林出生以及成長，1960年代初進入柏林自由大學就讀。1970年代開始從事翻譯工作，翻譯《精靈寶鑽》等作品。2000年，翻譯了《魔戒》。
不過，魁格的《魔戒》新譯本與原著之間的落差在德國一度引起了爭議，德國托爾金協會號召讀者們來作校對，將最終結果提交給出版社，更正魁格新譯本的錯誤之處。
2005年4月13日，魁格在司徒加特去世。

## 外部連結
- 沃夫剛·魁格（德国国家图书馆目录）